# Maria Orska
Maria Orska (née Rachel Blindermann le 16 mars 1893 à Mykolaïv, suicidée le 16 mai 1930 à Vienne) fut une actrice de théâtre et de cinéma allemands pendant les années 1920.

## Biographie

### Premières années
Maria Orska est née dans une famille juive à Mykolaïv (aujourd'hui en Ukraine), ville qui, même si elle en était exclue, se situait dans la Zone de Résidence où les Juifs étaient cantonnés de 1791 à 1917, dans ce qui était alors l'Empire russe.
Juste avant le début de la Première Guerre mondiale, Maria Orska (qui parlait couramment polonais, allemand et russe) partit pour Varsovie avant de s'établir à Berlin en 1915, Varsovie ayant été occupée par l'armée allemande durant la guerre.

### Berlin
À Berlin, Maria Orska travailla avec Max Reinhardt et était célèbre pour ses rôles dans des pièces de Strindberg, Wedekind ou Pirandello.
Elle obtint aussi une renommée nationale en Allemagne pour ses rôles dans des films, même si elle accordait plus d'importance au théâtre. Son premier film (Dämon und Mensch, 1915) fut produit par Jules Greenbaum, un des pionniers du cinéma allemand : revenu en Allemagne en 1895, il avait découvert le cinéma lors de son séjour d'une vingtaine d'années à Chicago. La plupart des films de Maria Orska furent produits par Max Mack, réalisateur et producteur employé par Greenbaum. Au cinéma, elle fut aussi dirigée par Richard Oswald, Ludwig Wolff (Schriftsteller) (de), Dimitri Buchowetzki, Paul Czinner et Arzén von Cserépy.
Maria Orska connut une énorme popularité en Europe centrale pendant les années 1920. Ses prestations scéniques au Hebbel-Theater (de) étaient acclamées, ses photos étaient sur des magazines et cartes postales et Oskar Kokoschka dessina un fameux portrait d'elle, maintenant conservé en tant que lithographie dans les collections de plusieurs musées.

### Vie intime et suicide
Maria Orska se maria à un banquier plus vieux qu'elle, le baron Hans von Bleichröder (fils de Gerson von Bleichröder) et prit le nom de baronne von Bleichröder avant de divorcer en 1925. Elle eut ensuite un amant (Julius Heinrich Koritschoner) qui se suicida à Constantinople en 1928, sans doute à cause de son addiction à la morphine.
La sœur de Maria Orska, Gabryela Marchesa di Serra Mantschedda, qui s'était mariée à un aristocrate italien, se pendit en 1926 dans un hôtel berlinois après une dispute avec Maria.
Maria Orska se suicida en 1930 à Vienne, à la suite d'une surdose de véronal et de sa dépendance à la morphine.

## Filmographie
- 1915 : Dämon und Mensch
- 1916 : Der Sumpf
- 1916 : Das Geständnis der grünen Maske
- 1916 :  Das tanzende Herz
- 1916 :  Die Sektwette
- 1917 :  Die schwarze Loo
- 1917 :  Adamants letztes Rennen
- 1917 :  Der lebende Tote
- 1920 : Die letzte Stunde[5]
- 1921 : Der Streik der Diebe
- 1921 : Die Bestie im Menschen
- 1922 : Opfer der Leidenschaft
- 1923 : Fridericus Rex

## Sources
- (en) Cet article est partiellement ou en totalité issu de l’article de Wikipédia en anglais intitulé « Maria Orska » (voir la liste des auteurs).